# Les Petits Citoyens
 (décembre 2011).
Si vous disposez d'ouvrages ou d'articles de référence ou si vous connaissez des sites web de qualité traitant du thème abordé ici, merci de compléter l'article en donnant les références utiles à sa vérifiabilité et en les liant à la section « Notes et références ».
Les Petits Citoyens est une série de bande dessinée française, à vocation éducative créée en 2003 par Dominique Sitbon-Hatchwell et Jérôme Eho, conçue pour le magazine et les albums du même nom.
Les personnages principaux : 
Gary, Arthur, Agathe, Sarah, P'tite Marianne, Choum.
Tonton Carlos (clin d'œil à Carlos (chanteur), parrain en 2006 des petits Citoyens).
Chance, Salbo Nom, Jean-Thibo Nom.
La série Animée
30 clips sur le thème des Droits des Enfants :
http://lespetitscitoyens.com/index.php?option=com_content&view=article&id=1615&Itemid=65
Bibliographie sélective : 
Panique au Pacoolici - Le petit phare - 2006.
Les petits citoyens au Pacoolici - Casterman - 2007.
Les petits citoyens En Moutonie - Casterman - 2007.
Collection Si on se parlait - LPC - 2011 - 6 titres parus.